# Merodon trebevicensis
Merodon trebevicensis är en tvåvingeart som beskrevs av Gabriel Strobl 1900. Merodon trebevicensis ingår i släktet narcissblomflugor, och familjen blomflugor. Inga underarter finns listade i Catalogue of Life.